# Минимум Маундера

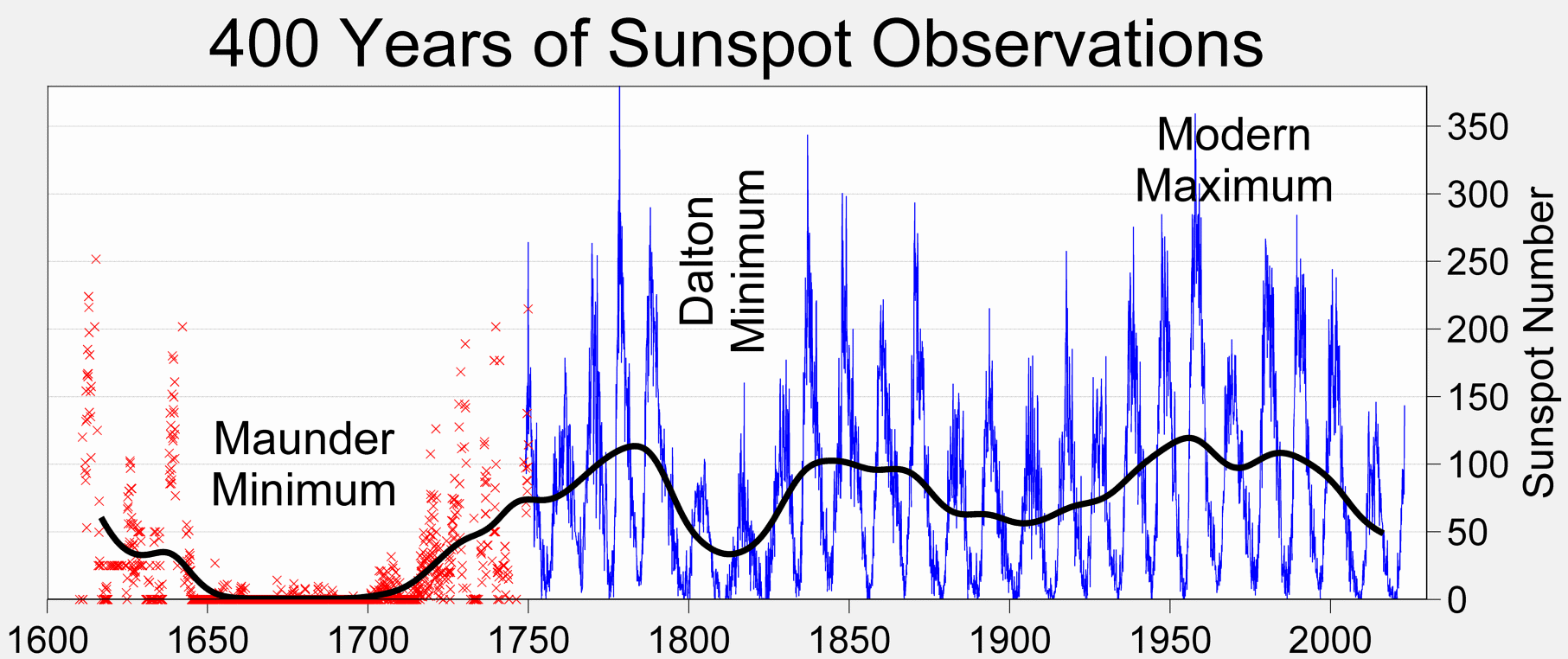
Минимум Маундера в 400-летней истории наблюдения солнечных пятен

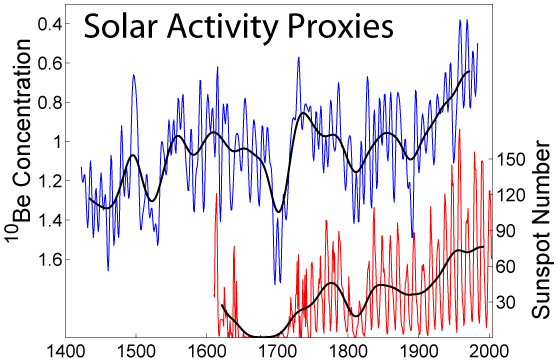
Динамика активности Солнца, восстановленная по концентрации бериллия-10

Минимум Маундера (Маундеровский минимум; англ. Maunder Minimum) — период долговременного уменьшения количества солнечных пятен примерно с 1645 по 1715 годы. Получил название по имени английского астронома Эдварда Уолтера Маундера (1851—1928), обнаружившего это явление при изучении архивов наблюдения Солнца.
По подсчётам Маундера, за этот период наблюдалось всего около 50 солнечных пятен вместо обычных 40-50 тысяч. При этом подавляющее большинство пятен возникало в южном полушарии Солнца. В дальнейшем падение солнечной активности в указанный Маундером период было подтверждено анализом содержания углерода-14, а также некоторых других изотопов, например бериллия-10, в ледниках и деревьях. Такой анализ позволил выявить 18 минимумов активности Солнца за последние 8000 лет, включая минимум Шпёрера (1450—1540) и минимум Дальтона (1790—1820). Также, по некоторым данным, во время Маундеровского минимума наблюдалось падение интенсивности полярных сияний и скорости вращения Солнца.
Минимум Маундера совпадает по времени с наиболее холодной фазой глобального похолодания климата, отмечавшегося в течение XIV—XIX веков (так называемый малый ледниковый период). Однако непосредственная связь между двумя этими событиями оспаривается — многие учёные считают, что незначительный уровень падения солнечной активности не позволяет объяснить глобальное похолодание только этой причиной.
Интересно, что период уменьшения активности Солнца (1645—1715) совпал довольно точно с периодом правления «короля-Солнца» Людовика XIV (1643—1715).